# Saison 1 de SEAL Team
Chronologie
Saison 2
Cet article présente le guide des épisodes de la première saison de la série télévisée américaine SEAL Team.

## Généralités
- Aux États-Unis, cette saison a été diffusée du 27 septembre 2017 au 16 mai 2018 sur le réseau CBS.
- Au Canada, la saison a été diffusée en simultané sur le réseau Global[1].

## Distribution

### Acteurs principaux
- David Boreanaz (VF : Patrick Borg) : maître principal Jason Hayes, leader de l'unité Bravo, « Bravo 1 »
- Max Thieriot : Quartier-maître de 1re classe Clay Spenser, nouveau membre de l'équipe, « Bravo 6 »
- Neil Brown Jr. : Premier Maître Ray Perry, second et ami de Jason dans l'équipe, « Bravo 2 »
- A. J. Buckley : Second-maître Sonny Quinn, « Bravo 3 »
- Toni Trucks (VF : Audrey Sablé) : lieutenant Lisa Davis
- Jessica Paré : Mandy Ellis

### Acteurs récurrents et invités
- Michaela McManus : Alana Hayes, ex-femme de Jason
- Daniel Gillies : Nate Massey, un membre de l'équipe tué dans le pilote
- Judd Lormand (VF : Loïc Houdré) : lieutenant-commandant Eric Blackburn, commandant du QG opérationnel
- Michael Irby : Adam Seaver

## Épisodes

### Épisode 1:La Recrue
- États-Unis /  Canada : 27 septembre 2017 sur CBS[2] / Global
- Belgique : 19 juin 2018 sur RTL-TVI
- France : 27 octobre 2018 sur M6

- États-Unis : 9,88 millions de téléspectateurs[3] (première diffusion)
- Canada : 2,136 millions de téléspectateurs[4] (première diffusion + différé 7 jours)

- Daniel Gillies (Nate Massey)
- Judd Lormand (lieutenant-commandant Eric Blackburn)
- Michael Rooker (Big Chief)
- Reiko Aylesworth (Dr Julie Kruger)
- Michaela McManus (Alana Hayes)
- Kerri Medders (Emma Hayes)
- Hunter Wilson (Randy)
- Parisa Fakhri (Naima)
- Ron Rogge (Capitaine Bryce)
- Ahmed Lucan (Abu Khaled Al-Masri)
- Donald Paul (Général Lionheart)
- Michael Scott (Technicien Tim)
- Ty Olsson (Bohunk (Martin)
- Sylvia Grace Crim (femme)
- Nick Gomez (Val)
- Zailand Adams (Enfant soldat de Lionheart)
- Julie Michaels (Stacy Mitchell)
- Kelton Dumont (Conor Hayes)
- Darcie Isabella Cottrell (Jameelah)
- Cecilia Quinan (Maman de Naima)
- Alexis Genya (Maman de Nate)

### Épisode 2:D'autres vies
- États-Unis /  Canada : 4 octobre 2017 sur CBS / Global
- Belgique : 19 juin 2018 sur RTL-TVI
- France : 27 octobre 2018 sur M6

- États-Unis : 8,39 millions de téléspectateurs[5] (première diffusion)
- Canada : 1,364 million de téléspectateurs[6] (première diffusion + différé 7 jours)

- Michaela McManus (Alana Hayes)
- Parisa Fakhri (Naima)
- Judd Lormand (lieutenant-commandant Eric Blackburn)
- Jay Hayden (quartier-maître de 2e classe Brian Armstrong)
- Daniel Gillies (Nate)
- Alona Tal (Stella)
- Michael Irby (Adam Seaver)
- James Hiroyuki Liao (Lucien)
- Jeff Schine (EOD #1)
- Linda Park (Dr Koch)
- Reem Kadeem (Femme)
- George Ayvazyan (Tireur Syrien)
- Beau Kamal (Compagnion Syrien)
- Callan Farris (enfant Syrien)
- Ammon Jacob Ford (Michael)

### Épisode 3:Prise d'otage
- États-Unis /  Canada : 11 octobre 2017 sur CBS / Global
- Belgique : 26 juin 2018 sur RTL-TVI
- France : 27 octobre 2018 sur M6

- États-Unis : 8,02 millions de téléspectateurs[7] (première diffusion)
- Canada : 1,380 million de téléspectateurs[8] (première diffusion + différé 7 jours)

- Michaela McManus (Alana Hayes)
- Tyler Grey (second maître Trent Sawyer)
- Michael Irby (Adam Seaver)
- Judd Lormand (lieutenant-commandant Eric Blackburn)
- Jay Hayden (quartier-maître de 2e classe Brian Armstrong)
- Alona Tal (Stella)
- Johnathan McClain (Sam Roberts)
- Kelsey Siepser (Julia)
- Shaan Sharma (Vince)
- Kerri Medders (Emma)
- Tia Cosey (Nancy)
- Vikas Adams Mullick (Technicien du renseignement)
- Lloyd Brachina (Eduardo Misaya)
- Moran Atias (Laila)
- Mitch Westphal (coéquipier)

### Épisode 4:Les Fantômes du passé
- États-Unis /  Canada : 18 octobre 2017 sur CBS / Global
- Belgique : 26 juin 2018 sur RTL-TVI
- France : 3 novembre 2018 sur M6

- États-Unis : 7,11 millions de téléspectateurs[9] (première diffusion)
- Canada : 1,387 million de téléspectateurs[10] (première diffusion + différé 7 jours)

- Michaela McManus (Alana Hayes)
- Tyler Grey (second maître Trent Sawyer)
- Judd Lormand (lieutenant-commandant Eric Blackburn)
- Alona Tal (Stella)
- Brian Howe (Oliver)
- Zoran Radanovich (Luka Baljic)
- Gil Darnell (Jakub Kowal)
- Alen Toric (Lucaz)
- Ray Campbell (Mr. Langston)
- Christopher Rivas (Keith)
- C. Thomas Howell (Ash Spenser)
- Paul Cassell (Manager Rick)
- Larissa Vereza (Touriste)
- Bernadette Speakes (Femme)
- Gemma Brooke Allen (Enfant terrifié #1)
- Caige Coulter (Enfant terrifié #2)
- Callum Joyce (Enfant terrifié #3)
- Lindalee Czarnecki (Enfant terrifié #4)

### Épisode 5:La Chute
- États-Unis /  Canada : 25 octobre 2017 sur CBS / Global
- Belgique : 3 juillet 2018 sur RTL-TVI
- France : 3 novembre 2018 sur M6

- États-Unis : 6,92 millions de téléspectateurs[11] (première diffusion)
- Canada : 1,308 million de téléspectateurs[12] (première diffusion + différé 7 jours)

- Tyler Grey (second maître Trent Sawyer)
- Michael Irby (Adam Seaver)
- Judd Lormand (lieutenant-commandant Eric Blackburn)
- Jay Hayden (quartier-maître de 2e classe Brian Armstrong)
- Alona Tal (Stella)
- Gabriel Olds (Crowley)
- Ben Esler (Erik)
- Wolé Parks (Stefan Bol)
- Jerry O'Donnell (Doyle)
- Ashley Currie (Hannah)
- Tim Jo (Evan)
- Bambadjan Bamba (conducteur)
- Ethan Flower (Dan)
- Andrew Onochie (Man)
- Alexandra Lemosle (Leila)
- Matthew John Gonzalez (Officier de sécurité)
- Unati Mangaliso (Samiyya)
- Kwabena Darkwah (Officier Soudanais)
- Marla Black (Enseignante)

### Épisode 6:14 minutes
- États-Unis /  Canada : 8 novembre 2017 sur CBS / Global
- Belgique : 3 juillet 2018 sur RTL-TVI
- France : 3 novembre 2018 sur M6

- États-Unis : 6,22 millions de téléspectateurs[13] (première diffusion)
- Canada : 1,364 million de téléspectateurs[14] (première diffusion + différé 7 jours)

- Tyler Grey (second maître Trent Sawyer)
- Michael Irby (Adam Seaver)
- Judd Lormand (lieutenant-commandant Eric Blackburn)
- Jay Hayden (quartier-maître de 2e classe Brian Armstrong)
- Alexandra LeMosle (Leila)
- Gonzalo Menendez (Capitaine Garcia)
- Ivar Brogger (Général Tisdale)
- Debbie Fan (Sous-Secrétaire Joan Burgess)
- Roman Mitichyan (Chauffeur du SUV)
- Faruk Amireh (Passager du SUV)
- Sharif Atkins (Maître Principal Beau Fuller)
- Branton Box (Evans)
- Chris L. McKenna (Pete Green)
- Max Lawrence (Manager adjoint)
- Debra Christofferson (Denise)
- Mary-Pat Green (Edna)
- Rif Hutton (Emory)
- Abraham Justice (Shephard)

### Épisode 7:La Loi de la jungle
- États-Unis /  Canada : 15 novembre 2017 sur CBS / Global
- Belgique : 10 juillet 2018 sur RTL-TVI
- France : 10 novembre 2018 sur M6

- États-Unis : 7,24 millions de téléspectateurs[15] (première diffusion)
- Canada : 1,380 million de téléspectateurs[16] (première diffusion + différé 7 jours)

- Michaela McManus (Alana Hayes)
- Tyler Grey (second maître Trent Sawyer)
- Parisa Fakhri (Naima)
- Michael Irby (Adam Seaver)
- Judd Lormand (lieutenant-commandant Eric Blackburn)
- Jay Hayden (quartier-maître de 2e classe Brian Armstrong)
- Kai Daniels (Clay à l'âge de 10 ans)
- Danny Pardo (Vargas)
- C. Thomas Howell (Ash)
- Tomas Pais (Alfredo)
- Roland Ruiz (Andres)
- Peter Wallack (Bill)
- Derek Viveiros (Hugo Rocha)
- Pell James (Jane Cole)
- William O'Leary (Mark Buckman)
- Joshua Murillo (Homme masqué)
- Doug Savant (Malcolm)

### Épisode 8:L'Échange
- États-Unis /  Canada : 22 novembre 2017 sur CBS / Global
- Belgique : 10 juillet 2018 sur RTL-TVI
- France : 10 novembre 2018 sur M6

- États-Unis : 6,94 millions de téléspectateurs[17] (première diffusion)
- Canada : 1,387 million de téléspectateurs[18] (première diffusion + différé 7 jours)

- Tyler Grey (second maître Trent Sawyer)
- Michael Irby (Adam Seaver)
- Judd Lormand (lieutenant-commandant Eric Blackburn)
- Alona Tal (Stella)
- Sharif Atkins (maître principal Beau Fuller)
- Jake Lockett (Lucas Garner)
- Briggon Snow (Kowit)
- Cort King (Martinez)
- Tai Hara (Anderson)
- Nick Gomez (Val)
- Joseph Kamal (Amir)
- Jonathan Avigdori (Malik)
- Alain Washnevsky (Saqib)
- Corey Reynolds (Scott Patton)
- Richardson Jones (Chet)
- Daniel Briggs (Derek)
- Austin Highsmith (Trish)
- Matt Battaglia (Wilkins)
- Mehdi Merali (Bhatia)
- Jeffrey David Anderson (Commandant Taliban)
- Letty Valladares (Dr Jenson)
- Branden King (Garde de la porte)

### Épisode 9:Passage à l'Ouest
- États-Unis /  Canada : 6 décembre 2017 sur CBS / Global
- Belgique : 17 juillet 2018 sur RTL-TVI
- France : 10 novembre 2018 sur M6

- États-Unis : 6,90 millions de téléspectateurs[19] (première diffusion)
- Canada : 1,317 million de téléspectateurs[20] (première diffusion + différé 7 jours)

- Judd Lormand (lieutenant-commandant Eric Blackburn)
- Alona Tal (Stella)
- Parisa Fakhri (Naima)
- Jon Sklaroff (Dr Dimitri Zimov)
- Shi Ne Nielson (Ellen)
- Darien Sills-Evans (Marberry)
- Svetlana Efremova (Katya Zimov)

### Épisode 10:Jeunesse sacrifiée
- États-Unis /  Canada : 3 janvier 2018 sur CBS / Global
- Belgique : 17 juillet 2018 sur RTL-TVI
- France : 17 novembre 2018 sur M6

- États-Unis : 5,86 millions de téléspectateurs[21] (première diffusion)
- Canada : 1,209 million de téléspectateurs[22] (première diffusion + différé 7 jours)

### Épisode 11:Risque nucléaire
- États-Unis /  Canada : 10 janvier 2018 sur CBS / Global
- Belgique : 24 juillet 2018 sur RTL-TVI
- France : 17 novembre 2018 sur M6

- États-Unis : 6,17 millions de téléspectateurs[23] (première diffusion)
- Canada : 1,297 million de téléspectateurs[24] (première diffusion + différé 7 jours)

### Épisode 12:Le Baptême du feu
- États-Unis /  Canada : 17 janvier 2018 sur CBS / Global
- Belgique : 24 juillet 2018 sur RTL-TVI
- France : 17 novembre 2018 sur M6

- États-Unis : 6,67 millions de téléspectateurs[25] (première diffusion)
- Canada : 1,148 million de téléspectateurs[26] (première diffusion + différé 7 jours)

### Épisode 13:Frères d'armes
- États-Unis /  Canada : 31 janvier 2018 sur CBS / Global
- Belgique : 31 juillet 2018 sur RTL-TVI
- France : 30 novembre 2018 sur M6

- États-Unis : 6,65 millions de téléspectateurs[27] (première diffusion)

### Épisode 14:Jalalabad
- États-Unis /  Canada : 28 février 2018 sur CBS / Global
- Belgique : 31 juillet 2018 sur RTL-TVI
- France : 30 novembre 2018 sur M6

- États-Unis : 4,97 millions de téléspectateurs[28] (première diffusion)

### Épisode 15:Terres perdues
- États-Unis /  Canada : 7 mars 2018 sur CBS / Global
- Belgique : 7 août 2018 sur RTL-TVI
- France : 30 novembre 2018 sur M6

- États-Unis : 6,07 millions de téléspectateurs[29] (première diffusion)

### Épisode 16:Esprits vengeurs
- États-Unis /  Canada : 21 mars 2018 sur CBS / Global
- Belgique : 7 août 2018 sur RTL-TVI
- France : 7 décembre 2018 sur M6

- États-Unis : 6,36 millions de téléspectateurs[30] (première diffusion)

### Épisode 17:Jeu de dupes
- États-Unis /  Canada : 28 mars 2018 sur CBS / Global
- Belgique : 14 août 2018 sur RTL-TVI
- France : 7 décembre 2018 sur M6

- États-Unis : 6,48 millions de téléspectateurs[31] (première diffusion)
- Canada : 1,269 million de téléspectateurs[32] (première diffusion + différé 7 jours)

### Épisode 18:À distance
- États-Unis /  Canada : 11 avril 2018 sur CBS / Global
- Belgique : 14 août 2018 sur RTL-TVI
- France : 7 décembre 2018 sur M6

- États-Unis : 6,24 millions de téléspectateurs[33] (première diffusion)
- Canada : 1,264 million de téléspectateurs[34] (première diffusion + différé 7 jours)

### Épisode 19:Manipulations
- États-Unis /  Canada : 25 avril 2018 sur CBS / Global
- Belgique : 21 août 2018 sur RTL-TVI
- France : 12 décembre 2018 sur 6play

- États-Unis : 6,26 millions de téléspectateurs[35] (première diffusion)
- Canada : 1,036 million de téléspectateurs[36] (première diffusion + différé 7 jours)

### Épisode 20:Les Frères ennemis
- États-Unis /  Canada : 2 mai 2018 sur CBS / Global
- Belgique : 21 août 2018 sur RTL-TVI
- France : 12 décembre 2018 sur 6play

- États-Unis : 5,89 millions de téléspectateurs[37] (première diffusion)

### Épisode 21:Le Cimetière des empires
- États-Unis /  Canada : 9 mai 2018 sur CBS / Global
- Belgique : 28 août 2018 sur RTL-TVI
- France : 13 décembre 2018 sur 6play

- États-Unis : 6,15 millions de téléspectateurs[38] (première diffusion)

### Épisode 22:Le Prix à payer
- États-Unis /  Canada : 16 mai 2018 sur CBS / Global
- Belgique : 28 août 2018 sur RTL-TVI
- France : 13 décembre 2018 sur 6play

- États-Unis : 6,14 millions de téléspectateurs[39] (première diffusion)